# Donji Emovci
Donji Emovci är en ort i Požega i Požega-Slavoniens län i Kroatien. Den hade 181 invånare år 2011.